# 北京碘泡虫
北京碘泡虫（学名：Myxobolus pekingensis）为碘泡科碘泡虫属的动物。在中国，分布于湖北、河北等，营寄生生活，寄生在肠、肝、肾（鲫）、膀胱（镜鲤）。